# Taśma filmowa 8 mm

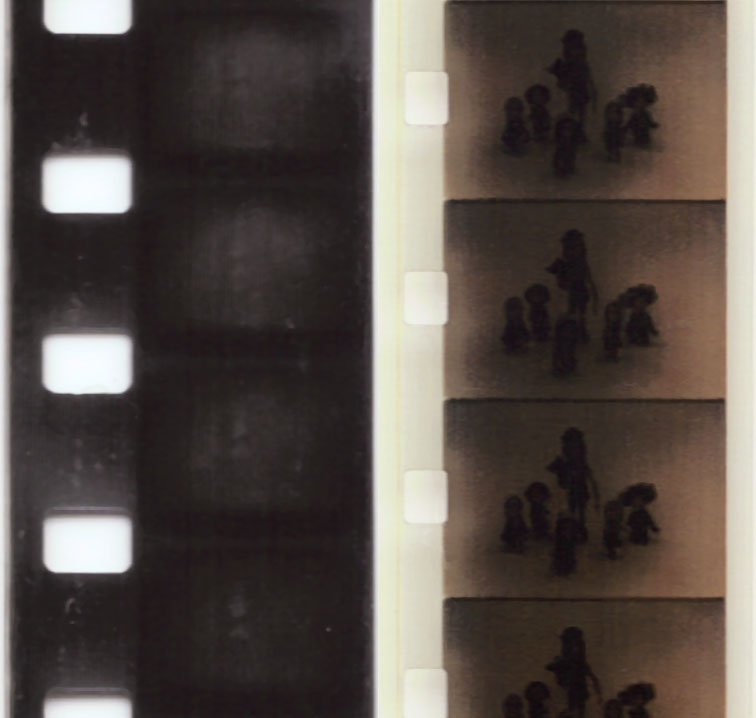
Taśma Standard 8 mm i Super 8

Taśma filmowa 8 mm – format światłoczułego nośnika filmu o szerokości 8 mm. Istnieje w kilku wersjach, jednak dwa podstawowe typy to Standard 8 mm oraz Super 8.

## Główne formaty

### Standard 8 mm

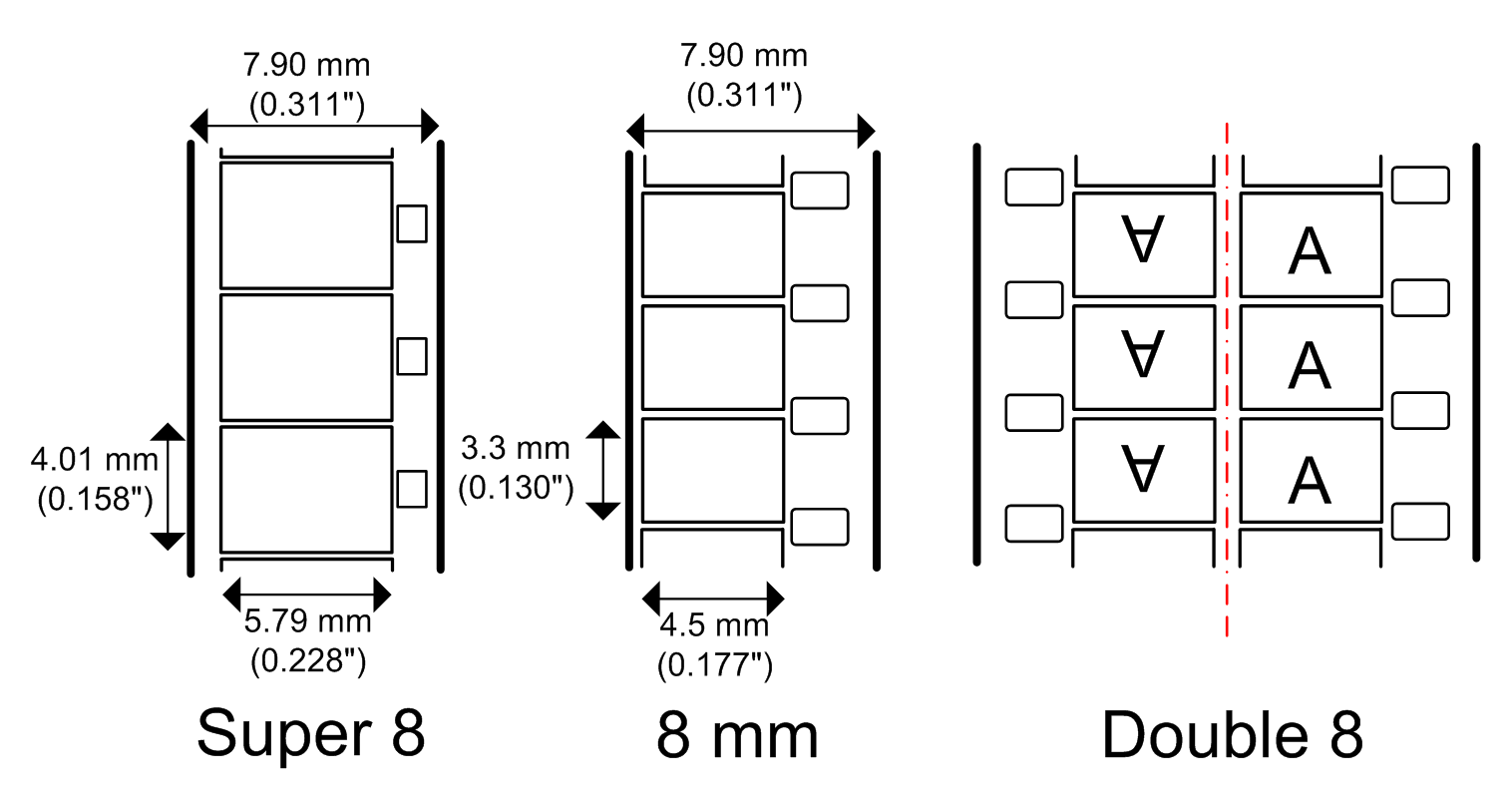
Porównanie taśmy Super 8, 8 mm i Standard 8 mm (podwójnej)

Standardowy format 8 mm rozwinęła i wprowadziła na rynek w 1932 roku firma Eastman Kodak. Miał on wspomóc rozwój amatorskiego filmowania i stanowić tańszą alternatywę dla formatu 16 mm. Nowa taśma filmowa miała 16 mm szerokości (2 razy po 8 mm) i otwory perforacji na każdym brzegu. Każda jej klatka miała około połowę wielkości klatki filmu 16 mm, dzięki czemu na całej taśmie mogło się ich pomieścić cztery razy więcej. Nowością w stosunku do taśmy 16 mm było również to, że po włożeniu filmu do kamery najpierw na całej długości naświetlana była jedna jego połowa. Następnie, po założeniu tej samej taśmy w odwrotnym kierunku, naświetlano jej drugą połowę. Po wywołaniu filmu przecinano go wzdłuż środka, a obie części sklejano właściwymi końcówkami otrzymując w ten sposób jeden film na 8 mm taśmie. W zależności od jej długości i szybkości kamery można było nakręcić od 3 do 4,5 minut filmu. Nowy format bardzo szybko odniósł sukces i w ciągu piętnastu lat sprawił, że taśma 16 mm stała się domeną prawie wyłącznie profesjonalnych filmowców.
Na początku lat 90. Kodak wycofał ze sprzedaży format 8 mm, ale nie zaprzestał jego produkcji, gdyż wiele niezależnych sklepów nadal prowadziło jego sprzedaż.

### Super 8

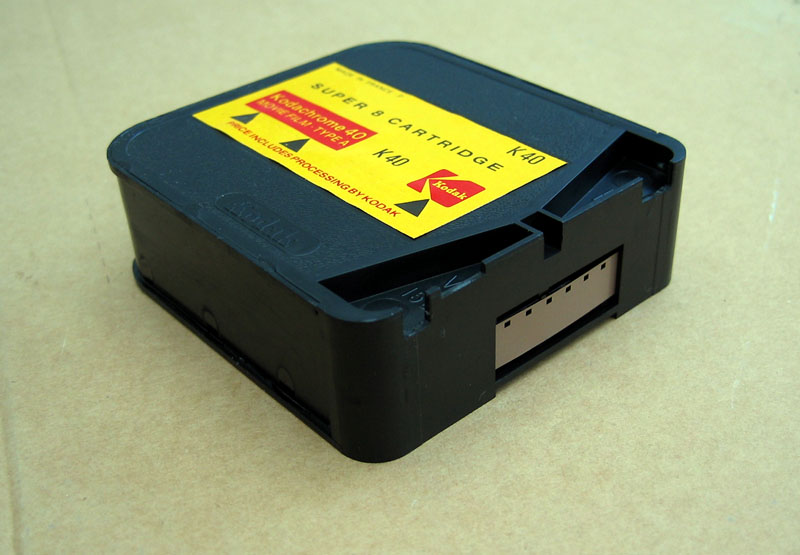
Kaseta z filmem Super 8mm

W kwietniu 1965 roku Kodak wprowadził na rynek opracowaną pięć lat wcześniej, ulepszoną wersję formatu 8 mm o nazwie Super 8, przeznaczoną dla amatorów. Dzięki zmianie wymiarów klatki oraz skoku perforacji, przy jednoczesnym zachowaniu dotychczasowej szerokości taśmy, uzyskano znaczną poprawę jakości filmu. Ponadto dość szeroki margines pozwolił umieścić na taśmie pasek magnetyczny służący do zapisu dźwięku (wprowadzono go w 1973 roku). 
Taśma sprzedawana była w specjalnych kasetkach, które dzięki wgłębieniom na korpusie ustawiały automatycznie ekspozycję w kamerze odpowiednio do czułości filmu. Jednak, ze względu na inny skok perforacji, wielkość klatek i otworów w taśmie, Super 8 potrzebował odpowiednio przystosowanych kamer i projektorów. Istniało również kilka różnych systemów umieszczania taśmy w kasetkach, lecz wszystkie dawały w efekcie nagranie o tych samych parametrach. Najbardziej popularny z nich był system stworzony przez firmę Kodak.
W latach 70. kraje socjalistyczne z powodu problemów patentowych opracowały własny system Super 8, zwany DS-8. Nie różnił się on zbytnio od formatu Kodaka poza tym, że składał się z dwóch, zespolonych ze sobą 8 mm taśm i nie wymagał specjalnych kasetek, lecz korzystał z takich samych szpul, jak podwójny format 8 mm.
Popularność formatu Super 8 zmalała wraz z pojawieniem się zapisu wideo, który z czasem wyparł go z użytku amatorskiego. Firma Kodak ogłosiła wtenczas, że będzie produkować filmy w tym formacie do roku 2005.

## Inne
W 1965 roku japońskie przedsiębiorstwo Fuji wprowadziło na rynek taśmę Single-8, która miała być alternatywą dla formatu Super 8. Miała ona te same wymiary, ale różniła się budową kasetki, w której szpule nie znajdowały się w układzie osiowym, lecz jedna nad drugą.
Kilka firm usiłowało również promować pojedynczy 8 mm format zwany Straight 8, jednak z powodu wprowadzenia barwnego filmu Kodachrome przez Kodaka (niedostępnym w Straight 8), szybko znikł z rynku.